# Mosaico di foresta e savana della Guinea
Il mosaico di foresta e savana della Guinea è un'ecoregione dell'ecozona afrotropicale, definita dal WWF, formata da aree di foresta, savana e prateria, che separa le foreste costiere dalla savana sudanese occidentale (codice ecoregione: AT0707).

## Territorio
È un'ecoregione di savana che ricopre un'area di 673.600 chilometri quadrati, e si estende dalla costa di Senegal e Gambia fino alla Nigeria orientale; comprende parti di Guinea-Bissau, Guinea, Sierra Leone, Costa d'Avorio, Ghana, Togo, Benin e Camerun. Confina a nord con la savana sudanese occidentale e, nel centro della Nigeria, con il mosaico di foresta e prateria dell'altopiano di Jos. A sud, confina, da ovest ad est, con le mangrovie guineane, le foreste di pianura della Guinea occidentale, le foreste di pianura della Guinea orientale, e la costa nell'area del corridoio del Dahomey, le foreste di pianura della Nigeria, la foresta di transizione Cross-Niger e le foreste costiere di Cross-Sanaga-Bioko. A est, le foreste degli altopiani del Camerun, sui monti del Camerun, tra Nigeria e Camerun, separano questa ecoregione dal mosaico di foresta e savana congolese settentrionale. Inoltre, entro i confini di questa ecoregione si trovano enclaves di foreste montane della Guinea. In questa regione, caratterizzata prevalentemente dalla savana, si trovano chiazze di foresta che corrono lungo i fiumi e i torrenti e occasionalmente ricoprono la sommità di colline, monti e crinali.

## Flora
In questa regione, caratterizzata da un clima tropicale arido, il fuoco gioca un ruolo importante: esso favorisce la crescita dell'erba e inibisce lo sviluppo degli alberi, fatta eccezione per alcune specie resistenti alle fiamme come Lophira lanceolata. Gli incendi generalmente non sono troppo estesi, e vengono spesso appiccati dagli abitanti per snidare gli animali da cacciare o per fare spazio a terreni da coltivare. A causa della varietà di habitat e della vastità di questa ecoregione, la ricchezza di specie è elevata, anche se il numero di endemismi non è notevole.

## Fauna
La diversità di vita vegetale in questa ecoregione supporta una vasta gamma di animali, dagli elefanti di foresta (Loxodonta cyclotis) alla testuggine a cerniera posteriore di foresta (Kinixys erosa). Nelle foreste vivono gli eritrocebi (Erythrocebus patas) e i cefalofi dai fianchi rossi (Cephalophus rufilatus), mentre nelle zone umide si incontrano alcelafi (Alcelaphus buselaphus), elefanti di foresta e ippopotami (Hippopotamus amphibius). Tra i predatori vi sono leopardi (Panthera pardus) e leoni (Panthera leo). Tra i rappresentanti dell'avifauna ricordiamo la gru coronata nera (Balearica pavonina), il bucero guancebrune (Bycanistes cylindricus) e, nelle foreste a galleria, il gufo pescatore rossiccio (Scotopelia ussheri).

## Conservazione

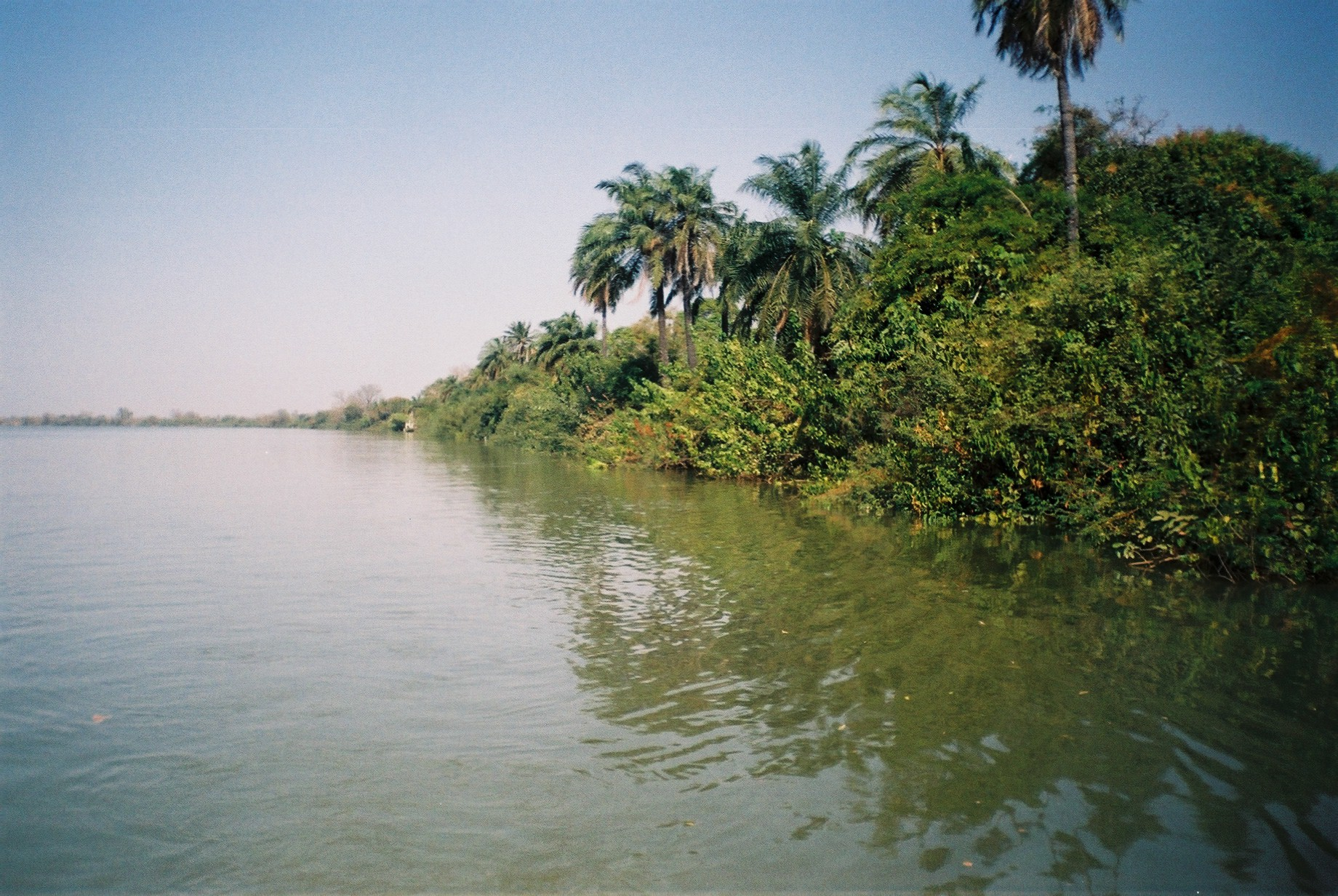
L'isola MacCarthy, situata in Gambia e circondata dalle acque del fiume omonimo

Come molte ecoregioni dell'Africa occidentale, il mosaico di foresta e savana della Guinea riflette bene migliaia di anni di sfruttamento da parte dell'uomo. Attualmente, solo il 2% dell'ecoregione è protetta, e un numero sempre maggiore di abitanti distrugge col fuoco le foreste secche per far spazio a nuovi terreni agricoli.